# Giovanna Mezzogiorno
Giovanna Mezzogiorno (Roma, Itàlia, 9 de novembre de 1974) és una actriu de teatre i de cinema italiana.

## Biografia
Giovanna Mezzogiorno nasqué a Roma, filla de Vittorio Mezzogiorno i Cecilia Sacchi. Després dels seus estudis d'actuació, treballà durant dos anys a París al teatre de Peter Brook. La seva carrera començà el 1995 amb l'obra Qui est là, una adaptació de Hamlet de Shakespeare, en el paper d'Ofèlia.
El 1997 feu el seu debut també al món del cinema, amb la pel·lícula Il viaggio della sposa, de Segio Rubini, guanyant el Premi Flaiano com a millor actriu. Després de Del perduto amore de Michele Pacido, el 2000 i 2001 treballà per a produccions internacionals juntament amb John Malkovich i Gérard Depardieu, però la seva fama vingué enormement després de la seva participació a L'ultimo bacio de Gabriele Muccino. Posteriorment treballà amb Stefano Accorsi, qui fou el seu company durant molt de temps.
El 2002, a la pel·lícula Il più crudele dei giorni, hi representà la periodista italiana Ilaria Alpi, qui fou assassinada a Somàlia en circumstàncies misterioses. El seu paper li valgué un Nastro d'Argento. D'altres premis li foren atorgats amb La finestra di fronte, de Ferzan Özpetek, i La bestia nel cuore, de Cristina Comencini, que fou nominada com a millor pel·lícula estrangera als Òscar de 2006. Més tard participà juntament amb l'actor espanyol Javier Bardem i l'actor estatunidenc Benjamin Bratt a l'adaptació de Mike Newell de Love in the Time of Cholera.

## Filmografia
- Il viaggio della sposa (1997)
- Del perduto amore (1998)
- Più leggero non basta (1999, telefilm)
- Asini (1999)
- Un uomo perbene (1999)
- Les Misérables (2000, minisèrie)
- L'últim petó (2001)
- Malefemmene (2001)
- Nobel (2001)
- Tutta la conoscenza del mondo (2001)
- Il più crudele dei giorni (2003)
- Entrusted (2003, telefilm)
- La finestra di fronte (2003)
- L'amore ritorna (2004)
- Stai con me (2004)
- Virginia, la monja de Monza (2004, telefilm)
- Au secours, j'ai trente ans! (2004)
- La bestia nel cuore (2005)
- AD Project (2006)
- lezioni di volo (2007)
- Notturno bus (2007)
- Love in the Time of Cholera (2007)
- Les murs porteurs (2007)
- L'amore non basta (2008)
- Palermo Shooting (2008)
- Sono viva (2008)
- Lotta (2008, curtmetratge)
- Vèncer (2009)
- La prima linea (2009)
- Basilicata coast to coast (2010)
- Mentre dormi (2010, videoclip musical)
- Vinodentro (2013)
- I nostri ragazzi (2014)
- Come diventare grandi nonostante i genitori (2016)
- Napoli velata (2017)
- La tenerezza (2017)
- La compagnia del cigno (2019, sèrie de televisió)
- Tornare (2019)
- Io ricordo. Piazza Fontana (2019, documental)
- Lacci (2020)
- Gli Indifferenti (2020)
- Educazione fisica (2022)
- Amanda (2022)

## Premis i nominacions
Premis
- 2005: Copa Volpi per la millor interpretació femenina per La bestia nel cuore